# Торстен Фрінгс
Торстен Фрінгс (нім. Torsten Frings, нар. 22 листопада 1976, Вюрзелен) — колишній німецький футболіст, півзахисник.
Більшу частину кар'єри провів у «Вердері», за який провів 446 матчів в усіх турнірах та забив 55 голів. Крім того, виступав за «Алеманію» (Аахен), «Боруссію» (Дортмунд) та «Баварія», а також канадське «Торонто». У складі національної збірної Німеччини ставав віцечемпіоном Європи (2008) та світу (2002).

## Клубна кар'єра
Народився 22 листопада 1976 року в місті Вюрзелен. Вихованець юнацьких команд футбольних клубів «Рот-Вайсс Альсдорф», «Ренанія Альсдорф» та «Алеманії» (Аахен).

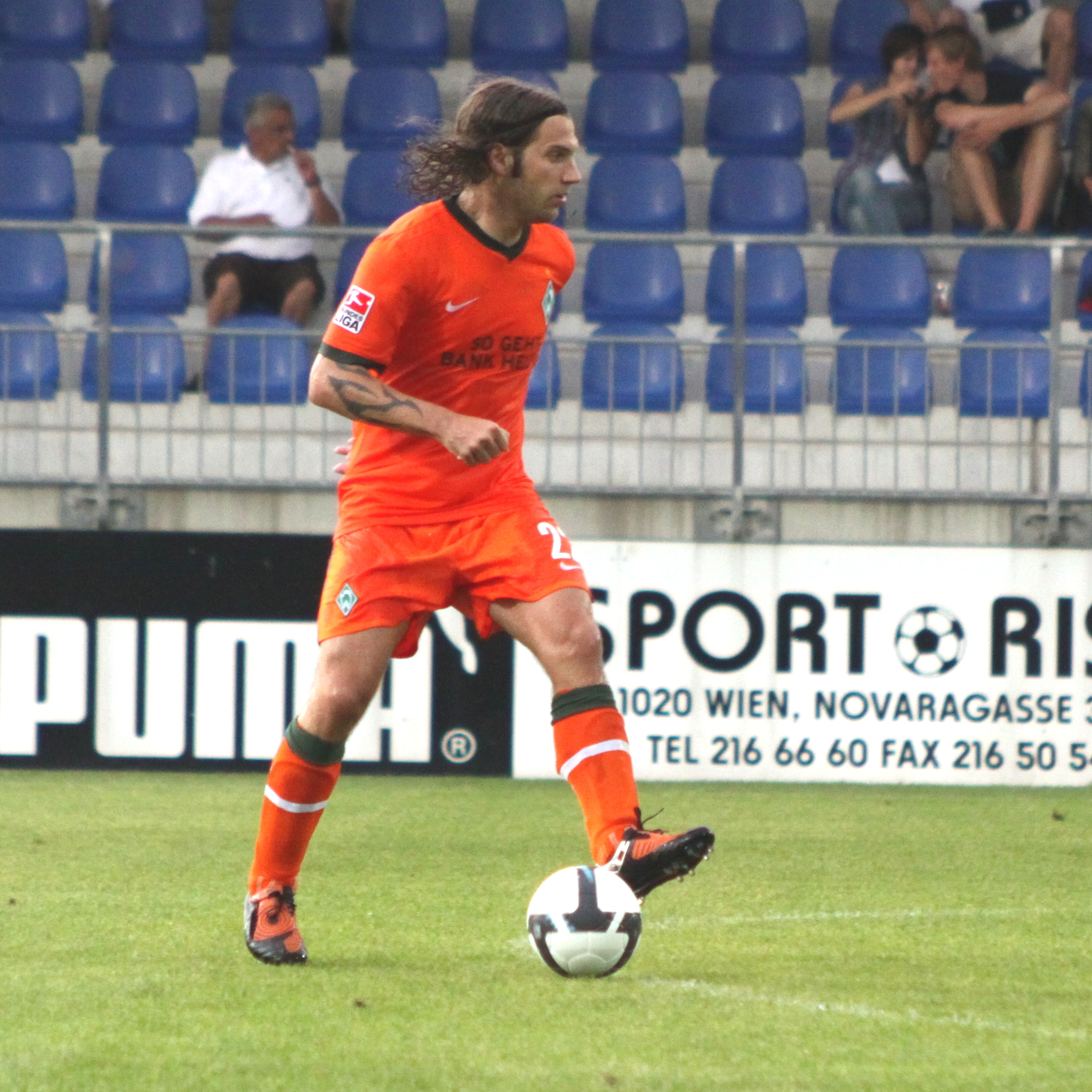
Торстен Фрінгс під час виступів за «Вердер». 15 липня 2009 року

У дорослому футболі дебютував 1994 року виступами за команду клубу «Алеманія» (Аахен), в якій провів два сезони, взявши участь у 56 матчах чемпіонату.
Своєю грою за цю команду привернув увагу представників тренерського штабу клубу «Вердер», до складу якого приєднався в лютому 1997 року. Відіграв за бременський клуб наступні шість сезонів своєї ігрової кар'єри. Більшість часу, проведеного у складі «Вердера», був основним гравцем команди.
Згодом, з 2002 по 2005 рік, грав у складі «Боруссії» (Дортмунд) та «Баварії». Протягом цих років виборов титул чемпіона Німеччини та ставав володарем Кубка Німеччини. Попри це, Торстену в обох німецьких грандах не вдавалося показати свою повну силу.
Тому в червні 2005 року Фрінгс повернувся до «Вердера». Цього разу він провів у складі команди шість сезонів, де, як і раніше, виходив на поле в основному складі команди. За цей час додав до переліку своїх трофеїв ще один титул володаря Кубка Німеччини.
До складу клубу «Торонто», що виступає у МЛС, приєднався 29 червня 2011 року на правах вільного агента. Протягому року німець був основним гравцем захисту і за цей час встиг відіграти за команду з Торонто 44 матчі в усіх турнірах. Проте другу частину сезону 2012 року Фрінгс змушений був пропустити через травму стегна, яка вимагала операції. Подальше відновлення Фрінгса відбувалося повільніше, ніж очікувалося, що в кінцевому підсумку призвело до його рішення піти з футболу в лютому 2013 року.
7 вересня 2013 року Фрінгс на переповненому «Везерштадіоні» перед 42 300 глядачів провів прощальний матч. Команда всіх зірок «Вердера» перемогла команду друзів Фрінгса з рахунком 8:7. Торстен забив за кожну з команд. Тренер першої команди був Томас Шааф, а серед гравців зокрема Тім Візе, Дітер Айльтс, Іван Класнич, Аїлтон, Дієго, Налду, Олівер Рек і Жоан Міку. А за команду друзів Торстена грали два його брати Міхаель та Крістіан, а також Міхаель Баллак, Марк ван Боммел, Олівер Нойвілль, Бернд Шнайдер і автогонщик Міхаель Шумахер.

## Виступи за збірні
Протягом 1997—1998 років залучався до складу молодіжної збірної Німеччини. На молодіжному рівні зіграв у 6 офіційних матчах, забив 1 гол.
2001 року дебютував в офіційних матчах у складі національної збірної Німеччини. Всього за дев'ять років провів у формі «бундестіма» 79 матчів, забивши 10 голів.
У складі збірної був учасником чемпіонату світу 2002 року в Японії і Південній Кореї, де разом з командою здобув «срібло», чемпіонату Європи 2004 року у Португалії, чемпіонату світу 2006 року у Німеччині, на якому команда здобула бронзові нагороди та чемпіонату Європи 2008 року в Австрії та Швейцарії, де разом з командою здобув «срібло».

## Кар'єра тренера
Після завершення ігрової кар'єри прийняв пропозицію повернутися в клубну систему «Вердера» і у сезоні 2013/14 був асистентом головного тренера дублерів бременського клубу Віктора Скрипника. Після того як Скрипник 25 жовтня 2014 року був призначений головним тренером «Вердера», Фрінгс також перейшов до роботи з основною командою, де продовжив бути асистентом Віктора.

## Статистика виступів

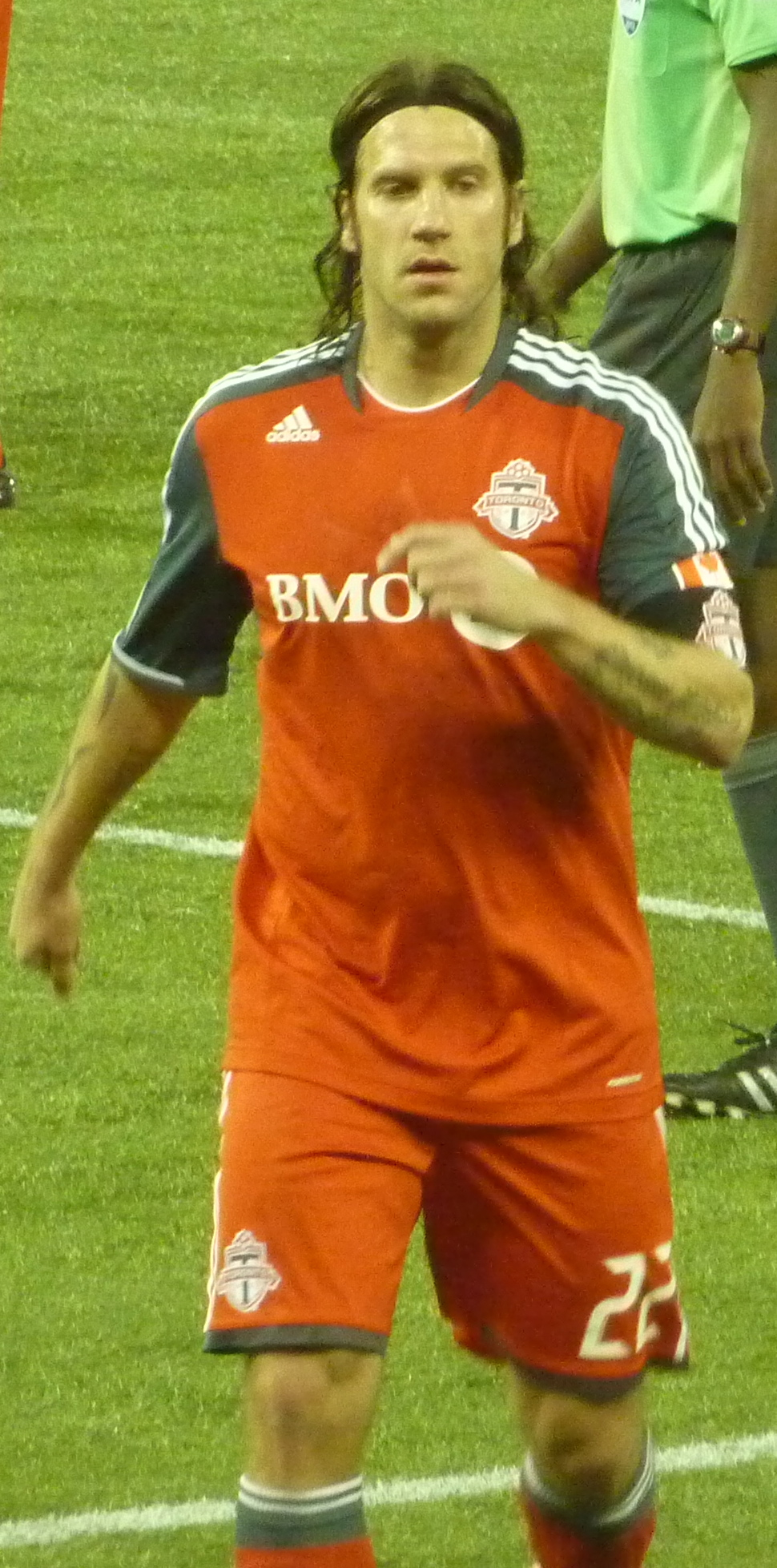
Торстен Фрінгс під час виступів за «Торонто». 24 травня 2012 року.

### Статистика клубних виступів
| Сезон                | Команда               | Чемпіонат            | Чемпіонат | Чемпіонат | Національний кубок | Національний кубок | Національний кубок | Континентальні кубки | Континентальні кубки | Континентальні кубки | Інші змагання | Інші змагання | Інші змагання | Усього | Усього |
| Сезон                | Команда               | Ліга                 | Ігор      | Голів     | Ліга               | Ігор               | Голів              | Ліга                 | Ігор                 | Голів                | Ліга          | Ігор          | Голів         | Ігор   | Голів  |
| -------------------- | --------------------- | -------------------- | --------- | --------- | ------------------ | ------------------ | ------------------ | -------------------- | -------------------- | -------------------- | ------------- | ------------- | ------------- | ------ | ------ |
| 1996-97              | «Вердер»              | БЛ                   | 15        | 0         | КН                 | 0                  | 0                  | КІ                   | 0                    | 0                    | —             | —             | —             | 15     | 0      |
| 1997-98              | «Вердер»              | БЛ                   | 28        | 2         | КН                 | 0                  | 0                  | КІ                   | 3                    | 0                    | —             | —             | —             | 33     | 2      |
| 1998-99              | «Вердер»              | БЛ                   | 23        | 3         | КН                 | 1                  | 0                  | КІ+КУЄФА             | 8+4                  | 4+0                  | —             | —             | —             | 39     | 10     |
| 1999-00              | «Вердер»              | БЛ                   | 33        | 3         | КН                 | 3                  | 0                  | КУЄФА                | 9                    | 0                    | КЛ            | 2             | 0             | 48     | 4      |
| 2000-01              | «Вердер»              | БЛ                   | 30        | 1         | КН                 | 0                  | 0                  | КУЄФА                | 5                    | 0                    | —             | —             | —             | 37     | 1      |
| 2001-02              | «Вердер»              | БЛ                   | 33        | 6         | КН                 | 1                  | 0                  | КІ                   | 2                    | 0                    | —             | —             | —             | 36     | 6      |
| 2002-03              | «Боруссія» (Дортмунд) | БЛ                   | 31        | 6         | КН                 | 2                  | 0                  | ЛЧ                   | 12                   | 2                    | КЛ            | 1             | 0             | 46     | 8      |
| 2003-04              | «Боруссія» (Дортмунд) | БЛ                   | 16        | 4         | КН                 | 0                  | 0                  | КУЄФА                | 0                    | 0                    | КЛ            | 1             | 0             | 17     | 4      |
| Усього за «Боруссію» | Усього за «Боруссію»  | Усього за «Боруссію» | 47        | 10        |                    | 2                  | 0                  |                      | 12                   | 2                    |               | 2             | 0             | 63     | 12     |
| 2004-05              | «Баварія»             | БЛ                   | 29        | 3         | КН                 | 6                  | 0                  | ЛЧ                   | 8                    | 1                    | КЛ            | 2             | 1             | 45     | 5      |
| 2005-06              | «Вердер»              | БЛ                   | 28        | 3         | КН                 | 4                  | 1                  | ЛЧ                   | 10                   | 1                    | КЛ            | 2             | 0             | 44     | 5      |
| 2006-07              | «Вердер»              | БЛ                   | 33        | 1         | КН                 | 0                  | 0                  | ЛЧ+КУЄФА             | 6+8                  | 1+1                  | КЛ            | 2             | 1             | 49     | 4      |
| 2007-08              | «Вердер»              | БЛ                   | 11        | 1         | КН                 | 0                  | 0                  | ЛЧ+КУЄФА             | 2+0                  | 0                    | КЛ            | 1             | 0             | 14     | 1      |
| 2008-09              | «Вердер»              | БЛ                   | 30        | 4         | КН                 | 4                  | 1                  | ЛЧ+КУЄФА             | 5+8                  | 0                    | —             | —             | —             | 48     | 5      |
| 2009-10              | «Вердер»              | БЛ                   | 30        | 6         | КН                 | 5                  | 0                  | ЛЄ                   | 11                   | 4                    | —             | —             | —             | 47     | 10     |
| 2010-11              | «Вердер»              | БЛ                   | 32        | 6         | КН                 | 1                  | 0                  | ЛЧ                   | 6                    | 1                    | —             | —             | —             | 39     | 7      |
| Усього за «Вердер»   | Усього за «Вердер»    | Усього за «Вердер»   | 326       | 36        |                    | 19                 | 2                  |                      | 87                   | 12                   |               | 7             | 1             | 446    | 55     |
| 2011                 | «Торонто»             | МЛС                  | 13        | 0         | ЧК                 | 0                  | 0                  | ЛЧ                   | 6                    | 0                    | —             | —             | —             | 19     | 0      |
| 2012                 | «Торонто»             | МЛС                  | 20        | 2         | ЧК                 | 3                  | 0                  | ЛЧ                   | 4                    | 0                    | —             | —             | —             | 27     | 2      |
| Усього за «Торонто»  | Усього за «Торонто»   | Усього за «Торонто»  | 33        | 2         |                    | 3                  | 0                  |                      | 10                   | 0                    |               | 0             | 0             | 46     | 2      |
| Усього за кар'єру    | Усього за кар'єру     | Усього за кар'єру    | 435       | 51        |                    | 30                 | 2                  |                      | 88                   | 13                   |               | 11            | 2             | 564    | 68     |

## Титули і досягнення
- Чемпіон Німеччини (1):

«Баварія»: 2004–05
- Володар Кубка Німеччини (2):

«Вердер»:  1998–99, 2008–09
«Баварія»: 2004–05
- Володар Кубка німецької ліги (2):

«Баварія»: 2004
«Вердер»:  2006
- Володар Суперкубка Німеччини (1):

«Вердер»: 2009
- Володар Кубка Інтертото (1):

«Вердер»:  1998
- Чемпіон Канади (1):

«Торонто»: 2012
- Віцечемпіон світу: 2002
- Бронзовий призер чемпіонату світу: 2006
- Віцечемпіон Європи: 2008